# عبد الهادي بلعميري
عبد الهادي بلعميري لاعب كرة قدم جزائري ويلعب حاليا لنادي وفاق سطيف.